# Championnat du Kirghizistan féminin de football
Le championnat du Kirghizistan de football féminin est une compétition de football féminin créée en 2005.

## Palmarès
| Saison      | Champion                       |
| ----------- | ------------------------------ |
| 2005        | El'dorado Altyn-Olko (Bishkek) |
| 2006        | El'dorado Altyn-Olko (Bishkek) |
| 2007 à 2009 | inconnu                        |
| 2010        | Sdyushorsi Azaliya (Bishkek)   |
| 2011        | FC FFKR (Bishkek)              |
| 2012        | ZhFK Abdysh-Ata (Kant)         |
| 2013        | ZhFK Abdysh-Ata (Kant)         |
| 2014        | Rsdyushor (Bishkek)            |
| 2015        | Rsdyushor (Karakol)            |